# Conclave

O brasão da Santa Sé durante o período de Sede Vacante, com as chaves de ouro e prata do Céu, símbolo do Papado, cobertas pelo umbráculo.

Um conclave é uma reunião do Colégio de Cardeais convocada para eleger o bispo de Roma, também conhecido como Papa. Os católicos consideram o papa o sucessor apostólico de São Pedro e o chefe terreno da Igreja Católica. É o método histórico mais antigo de eleger um chefe de Estado específico, no caso, para a Cidade do Vaticano, que permanece em uso até os dias atuais.
Preocupações com a interferência política levaram a reformas após o interregno de 1268–1271 e o decreto do Papa Gregório X durante o Segundo Concílio de Lyon, em 1274, que determinou que os cardeais eleitores deveriam ser trancados em seclusão cum clave (latim para "com chave") e não poderiam sair até que um novo papa fosse eleito. Os conclaves agora são realizados na Capela Sistina do Palácio Apostólico na Cidade do Vaticano.
Desde a Era Apostólica, o bispo de Roma, como outros bispos, era escolhido pelo consenso do clero e dos leigos da diocese. Em 1059, o corpo de eleitores foi mais precisamente definido, quando o Colégio de Cardeais foi designado como o único corpo de eleitores. Desde então, outros detalhes do processo foram desenvolvidos. Em 1970, o Papa Paulo VI limitou os eleitores a cardeais com menos de 80 anos, com a bula Ingravescentem aetatem. Os procedimentos atuais estabelecidos pelo Papa João Paulo II na Universi Dominici gregis foram ligeiramente alterados em 2007 e 2013 pelo Papa Bento XVI.
É necessário um voto de maioria qualificada de dois terços para eleger o novo papa. Após a morte do Papa Francisco, o conclave elegeu Papa Leão XIV no segundo dia de votação, em 8 de maio de 2025, após o sinal da fumaça branca.

## História

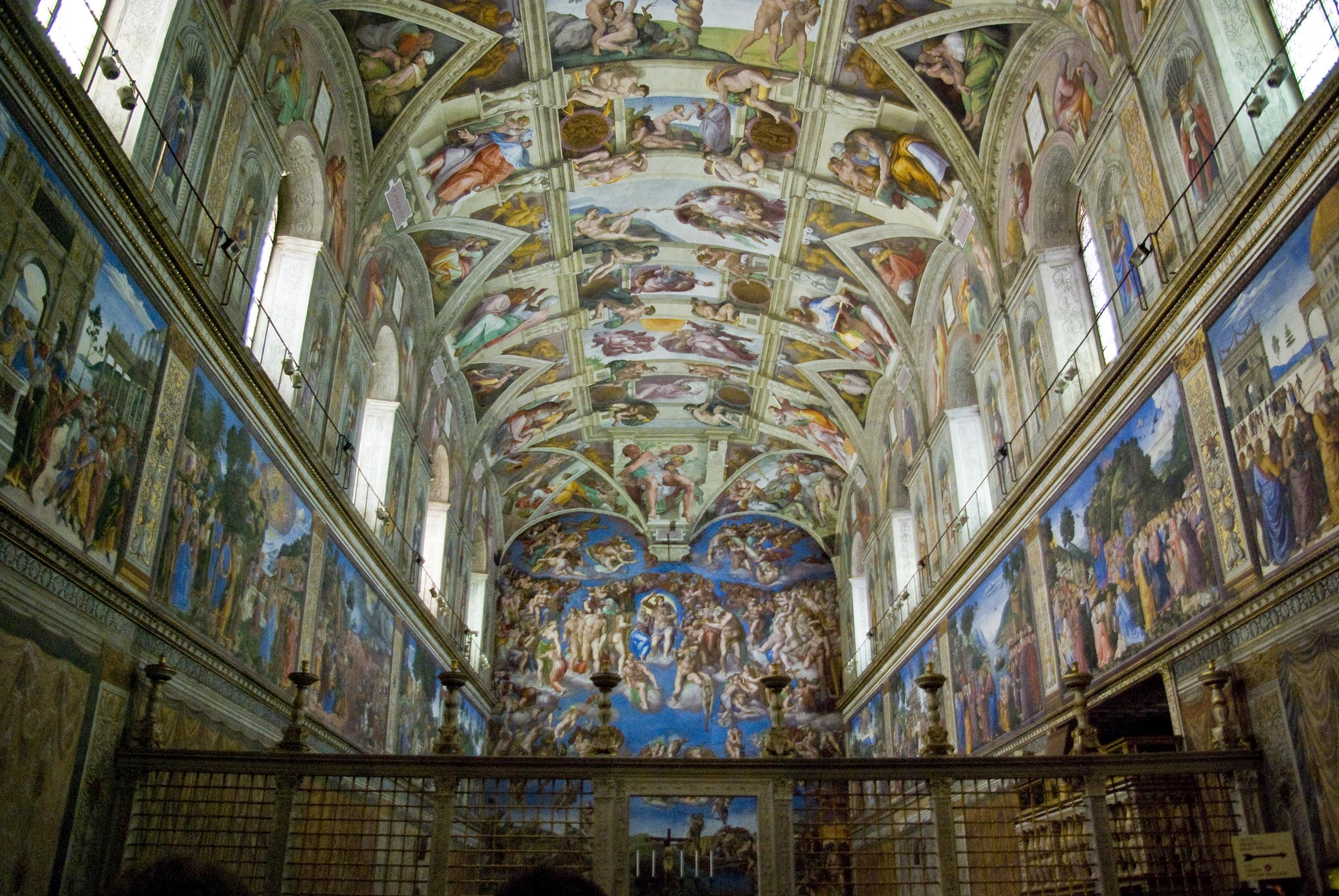
O conclave de 1492 foi o primeiro a ser realizado na Capela Sistina.

O conclave é um ritual praticamente inalterado há oito séculos: foi o Papa Gregório X que usou pela primeira vez a palavra em 1274 e instituiu a base dos atuais conclaves, por meio da constituição apostólica Ubi periculum. Isto deveu-se à demorada sucessão do Papa Clemente IV. O Papa quis, então, prevenir que a escolha do Sumo Pontífice demorasse tanto tempo, obrigando que a reunião tivesse que ser conclusiva.
Ocorreu, com a morte do Papa Clemente IV sucedida em Viterbo, aos 29 de novembro de 1268, teve início a mais longa eleição papal da História da Igreja que só teve fim em 1º de setembro de 1271, ficando a Sede Vacante por 1006 dias até a escolha de um sucessor. É a eleição papal mais famosa, curiosa e que ficou conhecida como “O Conclave de Viterbo”. Dos 19 cardeais eleitores que iniciaram a reunião, dois morreram neste interregno.
O fato resultante desta demora, além da insegurança e intranquilidade de toda a Igreja, foi uma grande impaciência da população, que a certa altura tomou providências drásticas: trancou os cardeais eleitores dentro do Palácio Papal de Viterbo. Eram alimentados, evidentemente, mas tiveram as provisões reduzidas. Persistindo o impasse, entretanto, removeram, pelo menos parcialmente, a cobertura do local onde se reuniam deixando-os expostos aos rigores atmosféricos, e reduziram mais ainda as provisões.
As divisões internas e injunções políticas impediam que se formasse a maioria necessária para a escolha do sucessor de São Pedro. E depois deste longo período, a escolha recaiu sobre Teobaldo Visconti, que não era Cardeal, não participava da reunião, não era da Cúria Romana, e não era sequer sacerdote na ocasião: era um arquidiácono de Lieja, italiano, aplicado aos estudos e apóstolo zeloso, amigo de São Tomás de Aquino e de São Boaventura Bagnoregio, que vivera quase sempre no estrangeiro, e fora um dos organizadores do Primeiro Concílio de Lion. Teobaldo encontrava-se na Terra Santa quando foi eleito e passaram-se 4 meses até que chegasse a Viterbo, e depois a Roma, onde em 27 de março de 1272, depois de ser ordenado sacerdote e consagrado Bispo, foi entronizado com o nome de Gregório X.
O Papa Gregório X, então – fruto certamente da experiência ocorrida durante sua própria escolha -, estabeleceu as normas que regem até hoje, com algumas alterações pontuais ao longo dos séculos, mas sem mudá-las, em essência, as eleições papais, através da Constituição Apostólica Ubi Periculum, contendo disposições rigorosíssimas e procedimentos precisos para evitar ingerências externas e demasiada demora na escolha de um sucessor, e a administração da Igreja enquanto a Sé Vacante.
Na Constituição Apostólica Ubi Periculum aparece pela primeira vez a expressão “conclave” para referir-se, simultaneamente: ao local em que se reúnem os cardeais para a eleição do novo Papa, e à assembleia constituída com esta finalidade. O significado etimológico foi tomado das palavras latinas cum e clavis, um lugar reservado que se pode cerrar com chaves (“com chaves”).
Mais recentemente, o Papa São João Paulo II, através da Constituição Universi Dominici Gregis, de 22 de fevereiro de 1996, que dispôs sobre a vacância da Sé Apostólica e a eleição do Romano Pontífice, modernizou alguns aspectos do Conclave, mas mantendo, em essência e finalidade, as mesmas diretrizes da Constituição Ubi Periculum.
Um conclave deve começar entre 15 e 20 dias depois da renúncia ou morte do Papa. Este prazo foi fixado na época medieval, quando viajar até Roma a partir de qualquer parte do mundo cristão era tarefa para demorar semanas, e embora hoje em dia os Cardeais possam fazê-lo em questão de poucas horas, manteve-se este intervalo para que os Cardeais aproveitem esse tempo para fazer reuniões entre si nas quais se debate o estado da Igreja. O intervalo denomina-se novemdiales. Este período termina com a missa Pro Eligendo Romano Pontifice, com a presença de todos os Cardeais na Basílica de São Pedro na mesma manhã em que começa o conclave. Depois, os membros do Colégio Cardinalício dirigem-se à Capela Sistina, onde se fazem as votações.

## Procedimento

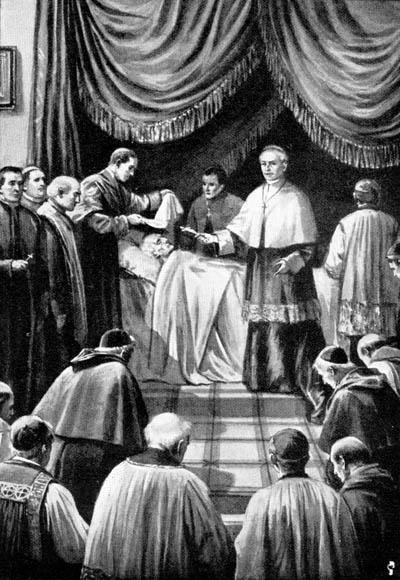
O Cardeal Camerlengo certifica-se da morte do Papa Leão XIII.

Assim que ocorre o falecimento ou a renúncia de um Papa, a Sé Apostólica é considerada vacante (vaga) até à data da eleição do novo pontífice. Neste período, os assuntos da Igreja são entregues ao Cardeal Decano, ou Camerlengo, ao qual compete comprovar oficialmente a morte do Papa, fazendo-o na presença do Mestre das Celebrações Litúrgicas Pontifícias, dos Prelados Clérigos e dos Secretário e Chanceler da Câmara Apostólica. O Camerlengo também redige a ata referente ao falecimento do Papa. Cumpre-lhe ainda a missão de convocar o Sagrado Colégio dos Cardeais, para que se reúnam em Conclave, o qual elegerá o novo Papa. O Camerlengo tem igualmente o encargo de recolher o selo e o anel pontifícios, encerrando os aposentos e dependências onde o pontífice defunto viveu e trabalhou, para que ninguém possa ter acesso aos mesmos. Se o Papa for sepultado na Basílica vaticana, cabe ao notário do capítulo da Basílica, ou ao cónego arquivista, a redação do documento oficial comprovativo.
Após a morte do Papa, e durante nove dias, os Cardeais celebram exéquias de sufrágio pela sua alma, de acordo com o que está estabelecido no documento Ordo Exsequiaram Romani Pontifici. O direito de eleger o Papa é exclusivo dos Cardeais, exceptuando-se aqueles que tenham cumprido os 80 anos antes do anúncio da Sé Apostólica vacante (o último Papa que não era Cardeal foi Urbano VI, em 1378; os últimos Papas que eram laicos à data da eleição datam do século X - João XII e Leão VIII). O número total de Cardeais eleitores não pode ser superior a 120. O Conclave realiza-se obrigatoriamente dentro do Estado do Vaticano (Capela Sistina), decorrendo as suas sessões no meio do maior secretismo e isolamento.
O Papa Paulo VI reformulou as regras de eleição do Papa, através do Motu Proprio Ingravescentem Aetatem, de 21 de novembro de 1970. A 1 de outubro de 1975, Paulo VI fez ainda publicar a Constituição Apostólica Romano Pontífice Eligendo, documento de 62 páginas, em que reafirma o disposto naquele Motu Proprio de 1970. Nesse documento, decretou três modalidades para a eleição do Papa: 'por aclamação' (um Cardeal propõe um nome e os outros Cardeais aceitam-no imediatamente); 'por compromisso', isto é, por aceitação do nome decidido por um grupo de Cardeais, e 'por votação'. Neste último caso, o nome do Cardeal mais votado tinha que somar dois terços dos votos. As normas de eleição do Pontífice Romano seriam revistas por João Paulo II, num documento de 34 páginas, a Constituição Apostólica Universi Dominici Gregis, de 22 de fevereiro de 1996, a qual modifica certos pontos do disposto sobre a reunião plenária dos Cardeais para a eleição do Sumo Pontífice. No entanto, foi mantido o antigo princípio de que, durante o Conclave, o Espírito Santo guia as decisões de cada Cardeal. A Constituição Apostólica de João Paulo II introduziu uma grande novidade, ao restringir a eleição do Papa a uma só modalidade: 'por votação', ou seja, per scrutinium, post-scrutinium, que compreende três passos. O primeiro é a contagem dos votos, o segundo a sua verificação e o terceiro a sua destruição pelo fogo.
Todos os Cardeais eleitores estão obrigados a manter segredo absoluto sobretudo quanto respeite às sessões do Conclave. É-lhes vedado comunicar com o exterior por correio, via telefónica ou qualquer outro meio. A regra do sigilo é extensiva a todas as pessoas chamadas a prestar apoio técnico ou logístico às sessões do Conclave: alguém apanhado a utilizar um receptor ou transmissor, será imediatamente expulso e punido com sanções morais que podem chegar à gravidade da excomunhão, a qual não se aplica aos Cardeais eleitores, uma vez que estão obrigados, em consciência, a respeitar a regra do sigilo (graviter onerata ipsorum conscientia).
É normal que os conclaves durem entre 2 a 5 dias (entre os do século XX o mais rápido foi o de 1939 que elegeu Pio XII em dois dias e três votações e o mais demorado o de 1922 que elegeu Pio XI em cinco dias e catorze votações. Os conclaves mais antigos tanto poderiam arrastar-se longamente (como o da eleição do Papa Celestino V entre 1292 e 1294 que demorou 27 meses) ou ficar decididos em poucas horas, como o de 1503 de onde saiu eleito o Papa Júlio II.

### Preparação
Uma vez celebradas as exéquias do Pontífice falecido, prepara-se o Conclave, o qual poderá ter início no 15.º dia seguinte à morte do Papa, nunca ultrapassando o 20.º dia. Como já se disse, o Conclave tem lugar dentro do Vaticano. O local deve proporcionar um adequado isolamento dos Cardeais em relação ao exterior e também o seu alojamento em dependências próximas do Conclave. Há cerca de um século, passou a realizar-se na Capela Sistina, antes a capela primitiva dos Papas e 'coração' da Basílica de São Pedro e da própria Cidade de Vaticano.
O Conclave é antecedido de missa solene em que participam todos os Cardeais. Finda a liturgia, duas mesas são introduzidas na Capela Sistina, sendo colocadas na zona do altar-mor. A primeira é coberta com um pano de cor púrpura e sobre ela são colocados três grandes vasos de vidro transparente e uma bandeja de prata. A segunda é reservada aos três Cardeais escrutinadores.
Posto isto, os Cardeais eleitores dirigem-se entoando o hino Veni Creator Spiritus às suas cadeiras, marcadas com os seus nomes. Estando todos nos seus lugares, o Mestre das Celebrações Litúrgicas Pontifícias, encarregue de dirigir todo o cerimonial e protocolo do Conclave, profere a frase latina Extra omnes. É a ordem para que todos os estranhos abandonem rapidamente a Capela Sistina. Os elementos do coro que participaram na missa, jornalistas, equipas de televisão, etc., saem então da Capela, cujos acessos são fechados ao exterior.

### Início do Conclave
O Decano, ou na sua falta o Cardeal-Bispo mais antigo, lê o juramento solene que obriga todos os Cardeais eleitores a aceitar as condições do eligendo, a rejeitar todas as influências externas e a manter secretas as suas deliberações. Feita esta leitura, o Decano procede à chamada dos eleitores. Cada Cardeal levanta-se e dirige-se para a mesa central, perante a qual, em voz alta, presta o seguinte juramento com a mão direita sobre as Escrituras. Abaixo, um exemplo, utilizando o juramento do cardeal Robert Francis Prevost, eleito Papa Leão XIV. 
| Et ego, N.(Robertus Franciscus), Cardinális N.(Prevost), spóndeo, vóveo ac iuro. Sic me Deus ádiuvet et hæc Sancta Dei Evangélia, quæ manu mea tango. | "Eu, (Robert Francis), Cardeal (Prevost), prometo, me obrigo e juro. Que Deus me ajude, e também estes Santos Evangelhos, que toco com a minha mão." |

Findo o juramento por parte de todos os Cardeais Eleitores, o Decano chama a atenção dos Cardeais para a importância das suas decisões e a necessidade de guardarem bem vivo "o bem da Igreja". Conclui: "Que o Senhor vos abençoe a todos!"
Depois, por sorteio, efetua-se a eleição dos três Cardeais escrutinadores, os quais assumem a responsabilidade de verificar e contar os votos; passam a receber, por ordem de eleição, a designação de 1.º, 2.º e 3.º escrutinador. Pelo mesmo método são sorteados os três Cardeais infirmarii. Compete-lhes recolher os votos dos Cardeais que adoeceram, eventualmente, durante o Conclave. Ficam recolhidos em aposentos contíguos à Capela Sistina, na Casa de Santa Marta, dirigida por religiosas, onde também se alojam os restantes Cardeais eleitores. Por fim, sorteiam-se os três Cardeais revisores, encarregues de fiscalizar os trabalhos dos Cardeais escrutinadores. Para cada um dos três sorteios utilizam-se tiras de papel que são depositadas nos três vasos de vidro que, como referido, se encontram sobre a mesa situada junto do altar-mor da Capela Sistina.

### Votação
As votações realizam-se em sessões de manhã e à tarde, duas em cada sessão, com exceção do primeiro dia onde se realiza apenas uma votação.
Chegada a hora da votação, cada Cardeal pega num boletim, de papel branco e forma retangular, que tem escrito na parte superior ''Eligo in summum pontificem'' (Elejo como Sumo Pontífice), com espaço para escrever o nome escolhido. Exige-se caligrafia clara e em letras maiúsculas, mas impessoais. O voto deve ser dobrado ao meio, e, com este apertado entre as mãos, recolhe-se em oração silenciosa: "Chamo como testemunho Jesus Cristo, o Senhor, que seja meu juiz, que o meu voto seja dado àquele que perante Deus considero dever ser eleito".
Votam primeiramente os Cardeais mais idosos. Um a um, os Cardeais dirigem-se para a mesa junto ao altar-mor, depositam o seu voto na bandeja de prata, e depois levantam-na até a altura da boca do primeiro vaso de vidro. Inclinam a bandeja e o voto cai dentro do vaso. Acabada a votação, o primeiro Cardeal escrutinador agarra no vaso de vidro e leva-o para a mesa de escrutínio. Uma vez aí, agita-o energicamente, para que os votos fiquem bem misturados. Logo a seguir, deita os votos no segundo vaso de vidro. Um a um, conta-os em voz alta, como mandam as normas canónicas, para que todos ouçam distintamente e sem qualquer dúvida (caso os votos contados não correspondam ao total de Cardeais eleitores, serão queimados e passar-se-á a segunda votação).
Assim, o primeiro escrutinador pega no vaso de vidro e tira um voto. Desdobra-o e anota numa folha de papel o nome do candidato a Papa que dele consta. Passa o voto ao segundo escrutinador, que procede de igual modo, entregando o voto ao terceiro escrutinador. Em voz alta e de maneira inteligível, como manda o eligendo, este lê cada nome votado. A operação repete-se até que todos os votos estejam escrutinados (contados e anunciados).
Após todos os votos estarem escrutinados, o terceiro escrutinador fura e cose cada boletim de voto com agulha e linha. Com diz o eligendo, a agulha tem que perfurar a palavra latina eligio (elejo) impressa no voto. Quando todos os votos estiverem cosidos, mete-os no terceiro vaso de vidro. Aqui chegados, cabe a cada um dos três escrutinadores somar os votos constantes do papel em que os foi anotando.
Chega a vez dos Cardeais revisores. Dirigem-se à mesa de escrutínio e, cada um por seu lado, contam os votos cosidos à linha e conferem o número total de votos com o registro feito por cada escrutinador. Devem cumprir a sua tarefa exata e fielmente, como diz o eligendo.
A votação, se tal for necessário, pode repetir-se até sete vezes por períodos de três dias. No caso de três dias sem resultados, suspendem-se os escrutínios durante o máximo de um dia, com o fim de criar uma pausa para oração e livre colóquio entre os Cardeais eleitores.

### Anúncio dos resultados

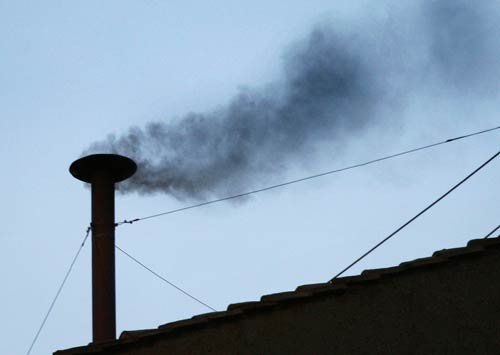
Fumaça preta saindo da chaminé do fogão da Capela Sistina.

As "fumatas", ou seja, o fumo que sai de uma chaminé instalada numa estufa do tipo salamandra na Capela Sistina, são, pela sua cor, o sinal dado ao exterior de um processo conclusivo ou não conclusivo. Se o escrutínio não for concludente, isto é, se o nome de um candidato não somar dois terços dos votos, volta tudo à primeira forma. O Camerlengo pede aos eleitores as notas pessoais que porventura tomaram durante a eleição. Tais notas, juntamente com a totalidade dos votos, são metidas numa caixa onde já se encontram as tiras de papel respeitantes ao sorteio dos Cardeais escrutinadores, infirmarii e revisores. A caixa é conduzida para o fogão contíguo à Capela Sistina, onde tudo é queimado.
Desde o conclave de 2005 que há um novo sistema para a fumata que permite distinguir bem a fumaça branca, que indica a eleição do pontífice, da fumaça preta, que indica que o processo ainda não convergiu num nome: utiliza-se um aparelho auxiliar com fumígenos além da estufa tradicional onde são queimados os boletins de voto. Este aparelho está instalado ao lado da estufa, e tem um compartimento onde são colocadas pastilhas que contém produtos químicos com diferentes composições. É acendido por meios eletrónicos e permite fazer fumo durante alguns minutos, em simultâneo com a queima de papéis na salamandra. Para conseguir a cor preta, a composição química dos fumígenos é perclorato de potássio, antraceno e enxofre, enquanto para a fumaça branca são usados clorato de potássio, lactose e colofónia, esta última chamada também peixe de Castela, uma resina natural de cor âmbar extraída das coníferas. Antigamente, para produzir a cor negra usava-se o ‘nehorumo’ ou o breu, e para a branca, palha molhada. As chaminés da estufa e do aparelho auxiliar se unem num único conduto, feito de bronze, que do interior da Capela Sistina desemboca na cobertura do edifício. Para melhorar as chaminés são aquecidas com uma resistência elétrica, havendo ainda um ventilador de reserva.

### Pós-votação concludente
Uma vez realizada canonicamente a eleição do novo Papa, o último dos Cardeais Diáconos chama dois Cardeais: o Secretário do Colégio dos Cardeais e o Mestre das Celebrações Litúrgicas Pontifícias. Então, o Cardeal Diácono, em nome de todo o Colégio de eleitores, pede o consentimento do Cardeal que foi eleito Papa com as seguintes palavras:
-Acceptasne electionem de te canonice factam in Suumum Pontificem? Aceitas a tua eleição canónica como Sumo Pontífice?
- Aceito em nome do Senhor (o Cardeal pode rejeitar e volta-se a fazer uma nova votação).
O Decano volta a inquirir:
- Quo nomine vis vocare? Com qual nome queres ser chamado?
O novo Papa diz o nome que deseja adotar. A seguir, recebe o 'ato de obediência' por parte de todos os Cardeais. Um a um, comparecem diante dele de pé.

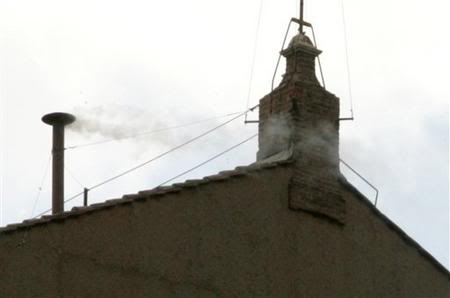
Fumaça branca saindo da chaminé do fogão da Capela Sistina.

A caixa que contém os votos, os apontamentos dos Cardeais e as tiras do sorteio dos escrutinadores é levada a queimar dentro do fogão da Capela Sistina, sem palha molhada. Sai fumo branco, sinal de que foi eleito um novo Papa. Pouco depois, o Cardeal Protodiácono dirige-se à varanda da Basílica de São Pedro anunciar o resultado:
| Annuntio vobis gaudium magnum: Habemus Papam! Eminentissimum ac Reverendissimum Dominum, Dominum [primeiro nome], Sanctæ Romanæ Ecclesiæ Cardinalem [sobrenome], qui sibi nomen imposuit [nome papal]. | "Anuncio-vos com grande alegria: Temos Papa! Eminentíssimo e Reverendíssimo Senhor, Senhor [primeiro nome], Cardeal da Igreja Católica Romana [sobrenome], que escolheu para si o nome de [nome papal]." |

Mais tarde, o Papa surge à varanda central da Basílica de São Pedro. O seu primeiro gesto, previsto em ritual, é a bênção Urbi et Orbi, dirigida à cidade de Roma e ao Mundo. Porém, desde a eleição do Papa João Paulo II, o recém-eleito Sumo Pontífice dirige-se ao povo com um discurso precedente à bendição.

## Conclaves
| Conclave   | Datas                 | Duração           | Cardeais | Eleito                                         | Papa               | Local                                        |
| ---------- | --------------------- | ----------------- | -------- | ---------------------------------------------- | ------------------ | -------------------------------------------- |
| 1061       |                       | 1 dia             | 6        | Bispo Anselmo de Baggio, Bispo de Luca         | Alexandre II       | San Pietro in Vincoli (Roma)                 |
| 1073       |                       | 1 dia             | 2        | Hildebrand of Sovana                           | Gregório VII       | San Pietro in Vincoli (Roma)                 |
| 1086       |                       |                   | 16       | Desiderius                                     | Papa Vítor III     | Santa Lucia in Septisolio (Roma)             |
| 1088       |                       |                   | 8        | Odon de Lagery                                 | Urbano II          | SS. Pietro e Cesareo (Terracina)             |
| 1099       |                       |                   | 17       | Raniero di Bleda                               | Pascoal II         | Basílica de São Clemente (Roma)              |
| 1118       |                       |                   | 36       | Giovanni Coniulo                               | Gelásio II         | Monastério de Bentoine em Palatino (Roma)    |
| 1119       |                       |                   | 10       | Guy de Bourgogne                               | Calisto II         | Abadia de Cluny (França)                     |
| 1124       |                       | 6 dias            | 43       | Lamberto Scannabecchi                          | Honório II         | San Pancrazio (Roma)                         |
| 1130       |                       |                   | 37       | Gregorio Papareschi                            | Inocêncio II       | SS. Andrea e Gregorio in clivo scauri (Roma) |
| 1143       |                       |                   | 23       | Guido di Castello                              | Celestino II       | Arquibasílica de São João de Latrão (Roma)   |
| 1144       |                       |                   | 36       | Gherardo Caccianemici                          | Lúcio II           | (Roma)                                       |
| 1145       |                       |                   | 34       | Bernardo Pignatelli                            | Eugénio III        | San Cesareo in Palatio (Roma)                |
| 1153       |                       |                   | 30       | Corrado Demetri della Suburra                  | Anastásio IV       | (Roma)                                       |
| 1154       |                       |                   | 25       | Nicholas Breakspear                            | Adriano IV         | Antiga Basílica de São Pedro (Roma)          |
| 1159       |                       | 4 dias            | 30       | Rolando of Siena                               | Alexandre III      | Antiga Basílica de São Pedro (Roma)          |
| 1181       |                       | 1 dia             | 19       | Ubaldo Allucingoli                             | Lúcio III          | (Roma)                                       |
| 1185       |                       |                   | 18       | Uberto Crivelli                                | Urbano III         | (Verona)                                     |
| 1187 I     |                       |                   | 13       | Alberto di Morra                               | Gregório VIII      | (Ferrara)                                    |
| 1187 II    |                       |                   | 9        | Paolo Scolari                                  | Clemente III       | (Pisa)                                       |
| 1191       |                       |                   | 23       | Giacinto Bobone                                | Celestino III      | (Roma)                                       |
| 1198       |                       | 1 dia             | 21       | Lotario dei Conti di Segni                     | Inocêncio III      | Santa Lucia in Septisolio (Roma)             |
| 1216       |                       | 1 dia             | 17       | Cencio Savelli                                 | Honório III        | Palazzo delle Canoniche (Perúgia)            |
| 1227       |                       | 1 dia             | 15       | Ugolino dei Conti                              | Gregório IX        | Septizodium, Roma                            |
| 1241       |                       | 35 dias           | 10       | Goffredo Castiglioni                           | Celestino IV       | Septasolium, Roma                            |
| 1243       |                       | 41 dias           | 9        | Sinibaldo Fieschi                              | Inocêncio IV       | Catedral de Anagni                           |
| 1254       |                       | 2 dias            | 10       | Rinaldo dei Conti                              | Alexandre IV       | (Nápoles)                                    |
| 1261       |                       | 94 dias           | 8        | Jacques Pantaléon                              | Urbano IV          | Catedral de Viterbo                          |
| 1264–1265  |                       | 114 dias          | 19       | Gui Foucois                                    | Clemente IV        | Palácio de Canoniche (Perúgia)               |
| 1268–1271* | 29/11-01/09           | 2 anos e 277 dias | 20       | Arquidiácono Teobaldo Visconti, O.Cist.        | Beato Gregório X   |                                              |
| 1276 I     | 20/01-21/01           | 2 dias            | 13       | Pedro de Tarantasia, O.P.                      | Santo Inocêncio V  |                                              |
| 1276 II    | 02/07-11/07           | 10 dias           | 13       | Ottobono Fieschi                               | Adriano V          |                                              |
| 1276 III*  | 19/08-20/09           | 33 dias           | 11       | Pedro Hispano                                  | João XXI           |                                              |
| 1277*      | 30/05-25/11           | 180 dias          | 7        | Giovanni Gaetano Orsini, O.S.B.                | Nicolau III        |                                              |
| 1280–1281* | 22/09-22/02           | 154 dias          | 13       | Simão de Brion                                 | Martinho IV        |                                              |
| 1285*      | 29/03-02/04           | 5 dias            | 15       | Giacomo Savelli                                | Honório IV         |                                              |
| 1287–1288* | 04/04-22/02           | 325 dias          | 16       | Girolamo Masei de Ascoli, O.F.M.               | Nicolau IV         |                                              |
| 1292–1294* | 05/04/1292-05/07/1294 | 2 anos e 63 dias  | 12       | Pietro Angelerio da Morrone, O.S.B.            | São Celestino V    |                                              |
| 1294       | 23/12-24/12           | 2 dias            | 22       | Bento Gaetani                                  | Bonifácio VIII     |                                              |
| 1303       | 21/10-22/10           | 2 dias            | 18       | Nicolau Boccasini, O.P.                        | Beato Bento XI     |                                              |
| 1304–1305  | 01/07-05/06           | 340 dias          | 15       | Bertrand de Got                                | Clemente V         |                                              |
| 1314-1316  | 01/05-07/09           | 2 anos e 130 dias | 23       | Jacques Duèse                                  | João XXII          |                                              |
| 1334       | 13/12-22/12           | 10 dias           | 24       | Jacques Fournier, O.Cist.                      | Bento XII          |                                              |
| 1342       | 05/05-07/05           | 3 dias            | 17       | Pierre Roger de Beaufort, O.S.B.               | Clemente VI        |                                              |
| 1352       | 16/12-18/12           | 3 dias            | 25       | Etienne Aubert                                 | Inocêncio VI       |                                              |
| 1362       | 22/12-28/12           | 7 dias            | 20       | Guillaume de Grimoard, O.S.B.                  | Santo Urbano V     |                                              |
| 1370       | 29/09-30/12           | 93 dias           | 18       | Pedro Rogerii                                  | Gregório XI        |                                              |
| 1378       | 07/04-08/04           | 2 dias            | 16       | Bartolomeo Prignano                            | Urbano VI          |                                              |
| 1389       | 25/10-02/11           | 9 dias            | 13       | Pietro Tomacelli                               | Bonifácio IX       |                                              |
| 1404       | 12/10-17/10           | 6 dias            | 9        | Cosma de Migliorati                            | Inocêncio VII      |                                              |
| 1406       | 18/11-30/11           | 13 dias           | 14       | Angelo Correr                                  | Gregório XII       |                                              |
| 1417       | 08/11-11/11           | 4 dias            | 23       | Odo Colonna                                    | Martinho V         |                                              |
| 1431       | 02/03-03/03           | 29 dias           | 14       | Gabriel Condulmer, O.S.A.                      | Eugênio IV         |                                              |
| 1447       | 04/03-06/03           | 3 dias            | 18       | Tomaso Parentucelli, O.P.                      | Nicolau V          |                                              |
| 1455       | 04/04-08/04           | 5 dias            | 15       | Alfonso de Bórgia                              | Calixto III        |                                              |
| 1458       | 16/08-19/08           | 4 dias            | 18       | Enea Silvio de Piccolomini                     | Pio II             |                                              |
| 1464       | 27/08-30/08           | 4 dias            | 19       | Pietro Barbo                                   | Paulo II           |                                              |
| 1471       | 06/08/-09/08          | 4 dias            | 18       | Francesco della Rovere, O.F.M.                 | Sixto IV           |                                              |
| 1484       | 26/08-29/08           | 4 dias            | 25       | Giovanni Battista Cybo                         | Inocêncio VIII     |                                              |
| 1492       | 06/08-10/08           | 5 dias            | 23       | Rodrigo Bórgia                                 | Alexandre VI       | Capela Sistina, Vaticano                     |
| 1503 I     | 16/08-16/09           | 32 dias           | 37       | Francesco Todeschini Piccolomini               | Pio III            | Capela Sistina, Vaticano                     |
| 1503 II    | 31/10-01/11           | 2 dias            | 38       | Giuliano della Rovere, O.F.M.                  | Júlio II           | Capela Sistina, Vaticano                     |
| 1513       | 04/03-19/03           | 16 dias           | 25       | Giovanni di Lorenzo de Médici                  | Leão X             | Capela Nicolina, Vaticano                    |
| 1521-1522  | 27/12-09/01           | 14 dias           | 39       | Adriano Floriszoon Boeyens                     | Adriano VI         | Capela Sistina, Vaticano                     |
| 1523       | 01/10-19/11           | 50 dias           | 39       | Giulio di Giuliano de Médici                   | Clemente VII       | Capela Sistina, Vaticano                     |
| 1534       | 11/10-13/10           | 3 dias            | 33       | Alessandro Farnese                             | Paulo III          | Capela Sistina, Vaticano                     |
| 1549-1550  | 25/11-07/02           | 75 dias           | 51       | Giovanni Maria Ciocchi Del Monte               | Júlio III          | Capela Paulina, Vaticano                     |
| 1555 I     | 05/04-07/04           | 3 dias            | 55       | Marcelo Cervini                                | Marcelo II         | Capela Sistina, Vaticano                     |
| 1555 II    | 15/05-23/05           | 9 dias            | 56       | Gian Petro Carafa, C.R.                        | Paulo IV           | Capela Sistina, Vaticano                     |
| 1559       | 05/09-26/12           | 113 dias          | 44       | Giovanni Angelo Médici                         | Pio IV             | Capela Paulina, Vaticano                     |
| 1565-1566  | 20/12-07/01           | 19 dias           | 52       | Michele Ghislieri, O.P.                        | São Pio V          | Capela Sistina, Vaticano                     |
| 1572       | 12/05-13/05           | 2 dias            | 53       | Ugo Boncompagni                                | Gregório XIII      | Capela Sistina, Vaticano                     |
| 1585       | 21/04-24/04           | 4 dias            | 42       | Felice Peretti, O.F.M.Conv.                    | Sixto V            | Capela Sistina, Vaticano                     |
| 1590 I     | 07/09-15/09           | 9 dias            | 53       | Giovanni Battista Castagna                     | Urbano VII         | Capela Sistina, Vaticano                     |
| 1590 II    | 08/10-05/12           | 59 dias           | 56       | Niccolò Sfrondrati                             | Gregório XIV       | Capela Sistina, Vaticano                     |
| 1591       | 27/10-03/11           | 8 dias            | 56       | Giovanni Antonio Facchinetti                   | Inocêncio IX       | Capela Sistina, Vaticano                     |
| 1592       | 10/01-30/01           | 21 dias           | 54       | Ippolito Aldobrandini                          | Clemente VIII      | Capela Sistina, Vaticano                     |
| 1605 I     | 14/03–01/04           | 19 dias           | 60       | Alessandro Ottaviano de' Médici                | Leão XI            | Capela Sistina, Vaticano                     |
| 1605 II    | 08/05–16/05           | 9 dias            | 61       | Camilo Borghese                                | Paulo V            | Capela Sistina, Vaticano                     |
| 1621       | 08/02–09/02           | 2 dias            | 51       | Alessandro Ludovici                            | Gregório XV        | Capela Sistina, Vaticano                     |
| 1623       | 19/07–06/08           | 19 dias           | 55       | Maffeo Barberini                               | Urbano VIII        | Capela Sistina, Vaticano                     |
| 1644       | 09/08–15/09           | 38 dias           | 57       | Giovanni Battista Pamphilj                     | Inocêncio X        | Capela Sistina, Vaticano                     |
| 1655       | 18/01–07/04           | 80 dias           | 66       | Fabio Chigi                                    | Alexandre VII      | Capela Sistina, Vaticano                     |
| 1667       | 02/06–20/06           | 19 dias           | 64       | Guilio Rospigliosi                             | Clemente IX        | Capela Sistina, Vaticano                     |
| 1669-1670  | 20/12–29/04           | 131 dias          | 66       | Emilio Altieri                                 | Clemente X         | Capela Sistina, Vaticano                     |
| 1676       | 02/08–21/09           | 51 dias           | 63       | Benedetto Odescalchi                           | Beato Inocêncio XI | Capela Sistina, Vaticano                     |
| 1689       | 23/08–06/10           | 45 dias           | 51       | Pietro Voti Ottoboni                           | Alexandre VIII     | Capela Sistina, Vaticano                     |
| 1691       | 12/02–21/07           | 160 dias          | 65       | Antonio Pignatelli                             | Inocêncio XII      | Capela Sistina, Vaticano                     |
| 1700       | 09/10–23/11           | 46 dias           | 57       | Giovanni Francesco Albani                      | Clemente XI        | Capela Sistina, Vaticano                     |
| 1721       | 31/03–08/05           | 39 dias           | 56       | Michelangelo dei Conti                         | Inocêncio XIII     | Capela Sistina, Vaticano                     |
| 1724       | 20/03–29/05           | 71 dias           | 54       | Pietro Francesco Orsini, O.P.                  | Bento XIII         | Capela Sistina, Vaticano                     |
| 1730       | 05/03–07/04           | 34 dias           | 55       | Lorenzo Corsini                                | Clemente XII       | Capela Sistina, Vaticano                     |
| 1740       | 18/02–17/08           | 182 dias          | 52       | Prospero Lorenzo Lambertini                    | Bento XIV          | Capela Sistina, Vaticano                     |
| 1758       | 15/05-06/07           | 53 dias           | 45       | Carlo della Torre Rezzonico                    | Clemente XIII      | Capela Sistina, Vaticano                     |
| 1769       | 15/02–19/05           | 94 dias           | 44       | Giovanni Ganganelli, O.F.M.Conv.               | Clemente XIV       | Capela Sistina, Vaticano                     |
| 1774-1775  | 05/10–15/02           | 134 dias          | 44       | Giovanni Angelo Brachi                         | Pio VI             | Capela Sistina, Vaticano                     |
| 1799-1800  | 01/12–14/03           | 104 dias          | 34       | Luigi Barnaba Chiaramonti, O.S.B.              | Pio VII            | Mosteiro de São Jorge, Veneza                |
| 1823       | 02/09–28/09           | 27 dias           | 49       | Annibale Sermattei della Genga                 | Leão XII           | Palácio do Quirinal, Roma                    |
| 1829       | 24/02–31/03           | 36 dias           | 50       | Francesco Severino Castiglione                 | Pio VIII           | Palácio do Quirinal, Roma                    |
| 1830–1831  | 14/12–02/02           | 51 dias           | 45       | Bartolomeu Albert Cappellari, O.S.B. Cam.      | Gregório XVI       | Palácio do Quirinal, Roma                    |
| 1846       | 14/06–16/06           | 3 dias            | 50       | Giovanni Maria Mastai-Ferretti, O.F.S., A.S.C. | Beato Pio IX       | Palácio do Quirinal, Roma                    |
| 1878       | 18/02–20/02           | 3 dias            | 61       | Gioacchino Luigi Pecci, O.F.S.                 | Leão XIII          | Capela Sistina, Vaticano                     |
| 1903       | 31/07–04/08           | 5 dias            | 62       | Giuseppe Melchiorre Sarto, O.F.S.              | São Pio X          | Capela Sistina, Vaticano                     |
| 1914       | 31/08–03/09           | 4 dias            | 57       | Giacomo della Chiesa, O.F.S.                   | Bento XV           | Capela Sistina, Vaticano                     |
| 1922       | 02/02–06/02           | 5 dias            | 53       | Achille Ratti, O.F.S.                          | Pio XI             | Capela Sistina, Vaticano                     |
| 1939       | 01/03–02/03           | 2 dias            | 62       | Eugenio Pacelli, O.P.                          | Pio XII            | Capela Sistina, Vaticano                     |
| 1958       | 25/10–28/10           | 4 dias            | 51       | Angelo Roncalli, O.F.S.                        | São João XXIII     | Capela Sistina, Vaticano                     |
| 1963       | 19/06–21/06           | 3 dias            | 80       | Giovanni Battista Montini                      | São Paulo VI       | Capela Sistina, Vaticano                     |
| 1978 I     | 25/08–26/08           | 2 dias            | 111      | Albino Luciani                                 | Beato João Paulo I | Capela Sistina, Vaticano                     |
| 1978 II    | 14/10–16/10           | 3 dias            | 111      | Karol Wojtyla                                  | São João Paulo II  | Capela Sistina, Vaticano                     |
| 2005       | 18/04–19/04           | 2 dias            | 115      | Joseph Ratzinger                               | Bento XVI          | Capela Sistina, Vaticano                     |
| 2013       | 12/03–13/03           | 2 dias            | 115      | Jorge Mario Bergoglio, S.J.                    | Francisco          | Capela Sistina, Vaticano                     |
| 2025       | 07/05–08/05           | 2 dias            | 133      | Robert Francis Prevost, O. S. A.               | Leão XIV           | Capela Sistina, Vaticano                     |